# Municipio de Plainview (Kansas)
El municipio de Plainview (en inglés: Plainview Township) es un municipio ubicado en el condado de Phillips en el estado estadounidense de Kansas. En el año 2010 tenía una población de 15 habitantes y una densidad poblacional de 0,16 personas por km².

## Geografía
El municipio de Plainview se encuentra ubicado en las coordenadas 39°36′46″N 99°27′35″O / 39.61278, -99.45972. Según la Oficina del Censo de los Estados Unidos, el municipio tiene una superficie total de 93.23 km², de la cual 93,22 km² corresponden a tierra firme y (0,01 %) 0,01 km² es agua.

## Demografía
Según el censo de 2010, había 15 personas residiendo en el municipio de Plainview. La densidad de población era de 0,16 hab./km². De los 15 habitantes, el municipio de Plainview estaba compuesto por el 100 % blancos. Del total de la población el 0 % eran hispanos o latinos de cualquier raza.